# Laboe

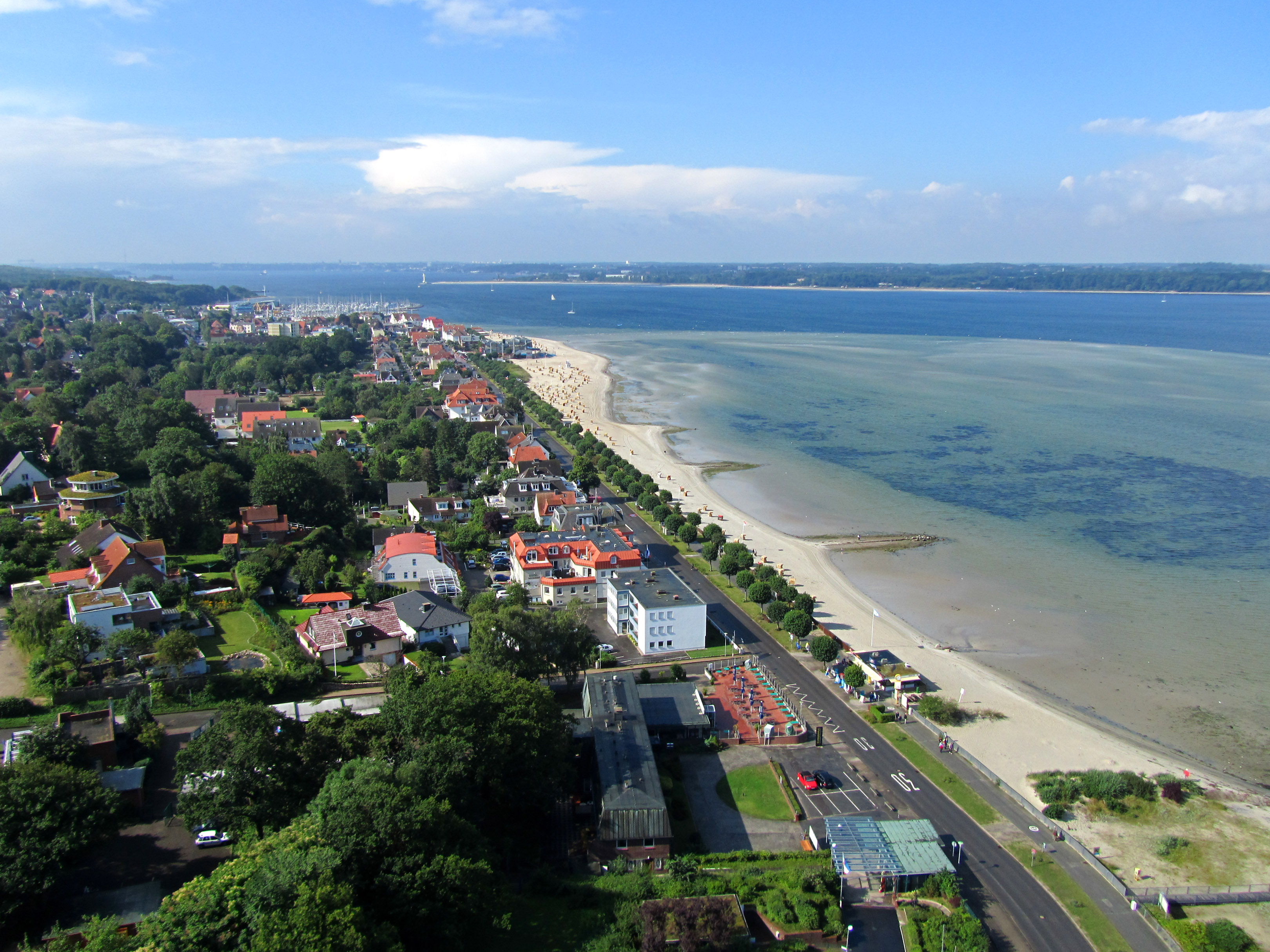
Vista ao sul do Memorial Naval de Laboe.

Laboe é um município da Alemanha, localizado no distrito de Plön, estado de Schleswig-Holstein.